# Kemmouda
Kemmouda (en Tamazight : Iqemmuden, en caractères Tifinagh : ⵉⵇⴻⵎⵎⵓⴸⴻⵏ, en arabe : قمودة) est un village de la grande kabylie situé à 13 km au sud de la commune de Tizi-ouzou; l'aârch de Betrouna (Ibetrunen) dans la wilaya de Tizi-ouzou, en Algérie.

## Toponymie
Kemmouda ou bien Iqemmuden signifie «Les Martinets», c'est un oiseau migrateur de la famille des Apodidae.

## Localisation
Ce village se situe à l'est de la route CW 147 en haut de la région de Betrouna.
| Harouka | Lemchâa         | Forêt d'Amejoud |
| Harouka | Kemmouda        | Ighil Ouberouak |
| Harouka | Taddart Oufella | Taârkoubt       |

## Infrastructures
- Annexe de la mairie de Tizi Ouzou : elle se situe au village de Kemmouda.
- Un bureau de poste : La poste se trouve dans le village d'Iqemmuden[3].
- Une mosquée : Iqemmuden possède une grande mosquée construite par ses habitants.
- Une école primaire : le village possède une école primaire qui accueille chaque année les enfants du village.

## Transport
Le village de Kemmouda possède deux lignes de transport en commun sur la route du  CW 147  tout comme les autres villages de Betrouna.
Dont La ligne de «Betrouna - Tizi-ouzou» depuis l'arrêt de Sud-Ouest jusqu'à "Taâmourit" avec un paiement de 40,00 DZD et la ligne de «Maâtkas - Tizi-ouzou» avec un paiement de 60,00 DZD.